# Анисимова, Алина (программистка)
Алина Анисимова (род. Бишкек) — общественная и феминистская активистка, студентка и программистка из Бишкека, Кыргызстан.
В период с 2018 по 2021 год Анисимова участвовала в команде из девяти молодых женщин-инженеров в Кыргызской космической программе в проекте по разработке и созданию космического спутника Кубсат.
В 2018 году Би-би-си включил Анисимову в список 100 самых влиятельных женщин мира.
В июле 2021 года Анисимова уволилась с должности тренера женщин Кыргызской космической программы.

## История
Кыргызская космическая программа была запущена в марте 2018 года. Она состоит из команды из девяти студенток в возрасте от 17 до 25 лет, которую Анисимова тренировала на старте проекта.
Анисимова начала изучать компьютеры, когда ей было шесть лет, разбирая компьютерное оборудование, а затем следуя онлайн-урокам. Её бабушка — инженер, и вдохновила её на выбор области деятельности. С 2017 года Алина училась в школе спутникостроения и участвовала в различных мероприятиях, рассказывая о программе. Она подавала заявку в программу на общих основаниях, и лишь за две недели до начала узнала, что ей предлагают должность тренера, а не стажёра.
Идея Кыргызской космической программы возникла в результате случайной встречи между Александром Макдональдом, экономистом НАСА, который руководит инициативой НАСА «Новая космонавтика» и издателем газеты Бектуром Искендером, который создал компанию Kloop, известную продвижением ЛГБТК+ и прав женщин в Кыргызстане. Макдональд предложил Klopp идею создания кубсата в Кыргызстане. В команду принципиально отбирали только женщин, чтобы изменить отношение к женщинам в стране.
Важно, что построенный женской командой спутник станет первым киргизским спутником.
Алина покинула проект в 2021 году.